# Prekopeča
Prekopeča (cyr. Прекопеча) – wieś w Serbii, w okręgu szumadijskim, w mieście Kragujevac. W 2011 roku liczyła 89 mieszkańców.